# The Burning Girls
The Burning Girls è una miniserie televisiva britannica ideata e scritta da Hans Rosenfeldt e diretta da Charles Martin e Kieron Hawkes. Basata sull'omonimo romanzo del 2021 di C. J. Tudor, ha debuttato il 19 ottobre 2023 su Paramount+. Vede come protagoniste Samantha Morton e Ruby Stokes.

## Puntate
| nº | Titolo originale | Titolo italiano | Pubblicazione   |
| -- | ---------------- | --------------- | --------------- |
| 1  | One              | Uno             | 19 ottobre 2023 |
| 2  | Two              | Due             | 19 ottobre 2023 |
| 3  | Three            | Tre             | 19 ottobre 2023 |
| 4  | Four             | Quattro         | 19 ottobre 2023 |
| 5  | Five             | Cinque          | 19 ottobre 2023 |
| 6  | Six              | Sei             | 19 ottobre 2023 |

## Personaggi e interpreti

### Principali
- Jack Brooks, interpretata da Samantha Morton, doppiata da Valentina Mari.
Reverendo che si trasferisce a Chapel Croft, un villaggio del Sussex, insieme a sua figlia Flo per lavorare come nuovo vicario nella chiesa del paese.
- Flo Brooks, interpretata da Ruby Stokes, doppiata da Luisa D'Aprile.
Figlia quindicenne di Jack appassionata di fotografia.
- Lucas Wrigley, interpretato da Conrad Khan, doppiato da Tito Marteddu.
Ragazzo affetto da distonia che fa amicizia con Flo.
- Aaron Marsh, interpretato da David Dawson, doppiato da Davide Perino.
Custode della chiesa e figlio del reverendo Marsh.
- Brian Rushton, interpretato da Paul Bradley, doppiato da Stefano Alessandroni.
Reverendo e marito di Clara.
- Clara Rushton, interpretata da Janie Dee, doppiata da Antonella Giannini.
Insegnante di scuola elementare e moglie di Brian.
- Joan Hartman, interpretata da Jane Lapotaire, doppiata da Fabrizia Castagnoli.
Anziana ex giornalista che svela i segreti di Chapel Croft a Jack.
- Mike Sudduth, interpretato da John Macmillan, doppiato da Raffaele Carpentieri.
Giornalista separato e padre di due figli.
- Rosie Harper, interpretata da Élodie Grace Orkin, doppiata da Arianna Vignoli.
Figlia adolescente di Simon e Emma sfacciata e disturbata.
- Simon Harper, interpretato da Rupert Graves, doppiato da Francesco Prando.
Influente proprietario di una fattoria ereditata dal padre.

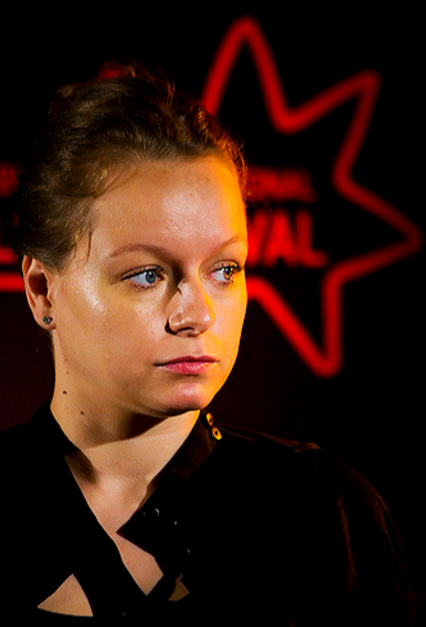
Samantha Morton
David Dawson
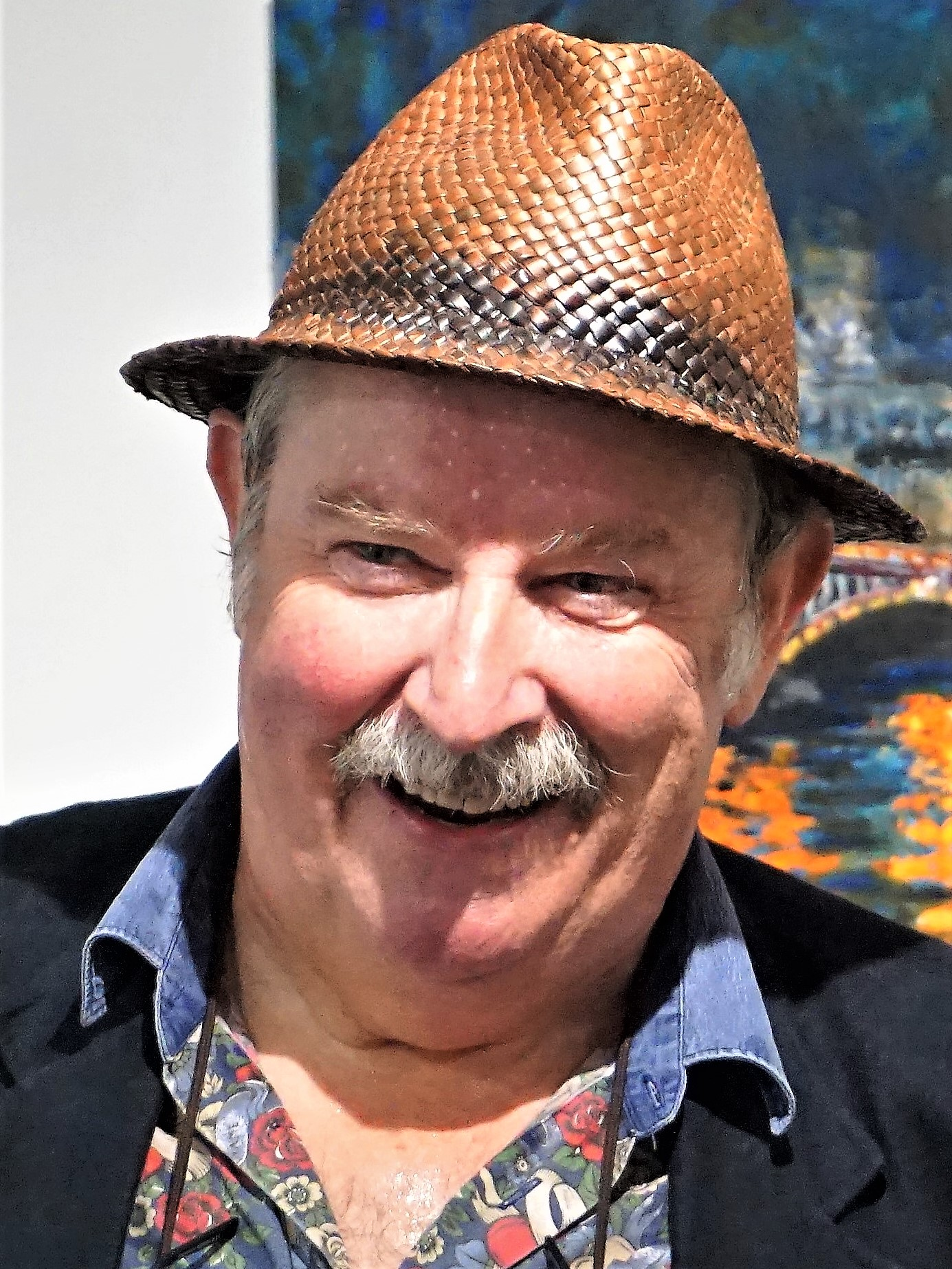
Paul Bradley
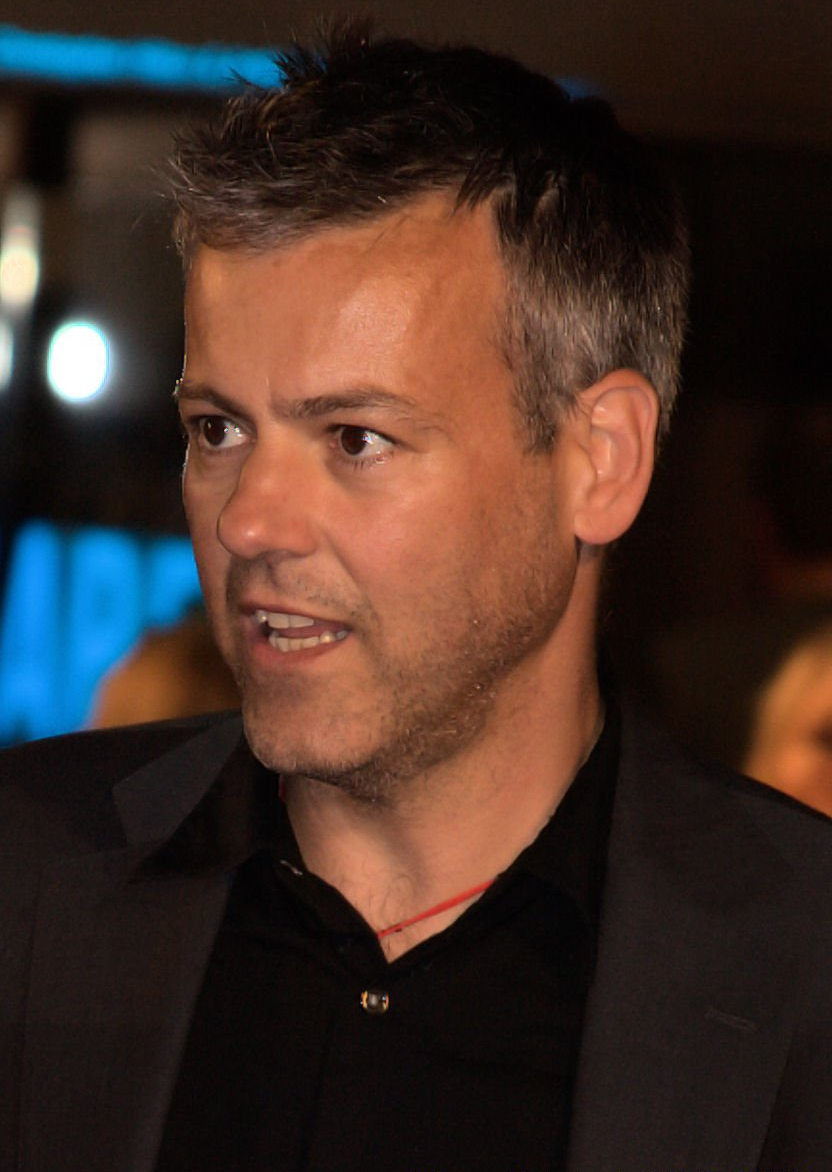
Rupert Graves

### Ricorrenti
- Poppy Harper, interpretata da Erin Ainsworth, doppiata da Sofia Fronzi.
Giovane figlia di Simon e Emma che ha subito un trauma da piccola e da allora non ha più parlato.
- Emma Harper, interpretata da Beth Cordingly, doppiata da Barbara De Bortoli.
Moglie di Simon.
- Joy Harris, interpretata da Safia Oakley-Green, doppiata da Chiara Fabiano.
Migliore amica di Merry che scompare misteriosamente da Chapel Croft nel 1992.
- Merry Joanne Lane, interpretata da Mollie Holder, doppiata da Luna Iansante.
Migliore amica di Joy che scompare misteriosamente da Chapel Croft nel 1992.
- Benjamin Grady, interpretato da Charlie Hamblett, doppiato da Matteo Garofalo.
Giovane curato che compie un esorcismo seviziando Merry.
- Reverendo Marsh, interpretato da Guy Henry.
Padre malato di Aaron.
- Vagabondo/Jacob, interpretato da Jack Roth, doppiato da Emanuele Ruzza.
Uomo appena rilasciato dal carcere che uccise il marito di Jack in quanto violento con lei.
- Jackson, interpretato da Robert Gilbert, doppiato da Andrea Lavagnino.
Detective sergente della omicidi che indaga sui corpi ritrovati nella cripta della chiesa.

## Produzione
Nel marzo 2021 è stato rivelato che Hans Rosenfeldt avrebbe adattato il romanzo di C.J. Tudor The Burning Girls per Buccaneer Media. Rosenfeldt aveva già lavorato con la casa di produzione sviluppando la serie televisiva Marcella. Rosenfeldt in seguito ha rivelato che stava lavorando all'adattamento con Camilla Ahlgren, con cui aveva precedentemente collaborato alla serie noir The Bridge - La serie originale.

### Casting
Nel settembre 2022 Samantha Morton e Ruby Stokes sono state scelte per interpretare le protagoniste. Nello stesso mese sono stati annunciati gli altri membri del cast Conrad Khan, Rupert Graves, Elodie Grace Orkin, Janie Dee, David Dawson, Paul Bradley, Jane Lapotaire, Jack Roth, Mollie Holder, Safia Oakley-Green, Beth Cordingly, Bethany Monk-Lane e John Macmillan.

### Riprese
La lavorazione della miniserie è iniziata nel settembre 2022. Nel novembre seguente le riprese sono avvenute al villaggio di Stokenchurch nel Buckinghamshire, al Stokenchurch Community Centre e al The Common.

## Distribuzione
La miniserie è stata interamente pubblicata il 19 ottobre 2023 su Paramount+.